# Ariane Riecker
Ariane Riecker (* 1969) ist eine deutsche Autorin und Regisseurin von Dokumentarfilmen und Reportagen. Sie ist bekannt für den mehrfach ausgezeichneten Dokumentarfilm Mein Vater, der Türke, bei dem sie gemeinsam mit Marcus Vetter Regie führte.

## Leben und Wirken
Ariane Riecker wuchs in Berlin und Paris auf. Nach ihrem Studium der Journalistik und Kunstgeschichte war Riecker als freie Autorin tätig. Sie veröffentlichte diverse Sachbücher, unter anderem mit Dirk Schneider und Annett Schwarz Stasi intim. Gespräche mit ehemaligen MfS-Angehörigen (1990) und Laienspieler : sechs Politikerporträts : Peter-Michael Diestel, Gregor Gysi, Regine Hildebrandt, Günther Krause, Wolfgang Thierse, Konrad Weiss : und ein Interview mit Friedrich Schorlemmer (1991).
In den Jahren 1999 bis 2005 lebte und arbeitete Riecker in Los Angeles und begann so ihre Filmkarriere in Hollywood. Während dieser Zeit entstand u. a. die Dokumentation Dennis Hopper – Create Or Die, die 2003 auf der Berlinale uraufgeführt wurde.
Seit 2001 ist Riecker für ARD, ZDF, MDR, ARTE und weitere Sender als Regisseurin und Drehbuchautorin von Dokumentarfilmen und Reportagen tätig.
Ihre Ostdeutschland-Doku-Serien Wem gehört der Osten? und Wer beherrscht den Osten? sind preisgekrönt.

## Filmografie (Auswahl)
- 2002: Dennis Hopper – Create Or Die/Spiel Oder Stirb[6]
- 2006: Mein Vater der Türke[7]
- 2009/10: Damals nach der DDR
- 2010/11: Hans Zimmer – Der Sound für Hollywood[8]
- 2012: Nur eine Spritze – Der größte Medizinskandal der DDR[9]
- 2012: Was verdienen die Ostdeutschen?[10]
- 2012: Ist der Osten aufgebaut?
- 2013: Generation Wende[11]
- 2014: Wetter und Architektur – Bauen für die Zukunft[12]
- 2015: Wem gehört der Osten?[13]
- 2016: Wer beherrscht den Osten?[14]
- 2017: Wer bezahlt den Osten?[15]
- 2017: Der Pflegeaufstand[16]
- 2018: Wer braucht den Osten?[17]
- 2020: Was will der Osten[18]
- 2023: Tschernobyl – Die Katastrophe (Buch und Regie: Ariane Riecker; Dirk Schneider)

## Bücher (Auswahl)
- Stasi intim. Gespräche mit ehemaligen MfS-Angehörigen, Leipzig, Forum 1990, ISBN 9783861510086
- Laienspieler : sechs Politikerporträts : Peter-Michael Diestel, Gregor Gysi, Regine Hildebrandt, Günther Krause, Wolfgang Thierse, Konrad Weiss : und ein Interview mit Friedrich Schorlemmer, Leipzig, Forum 1991, ISBN 9783861510239

## Auszeichnungen (Auswahl)
- Prix Europa 2006, zusammen mit Marcus Vetter (für: Mein Vater der Türke)[19]
- Golden Gate Award 2007, zusammen mit Marcus Vetter (für: Mein Vater der Türke)[20]
- Preis der Friedrich- und Isabell-Vogelstiftung für herausragenden Wirtschaftsjournalismus 2017, zusammen mit Dirk Schneider (für: Doku-Serie: Wer bezahlt den Osten?)[21]
- Preis der Friedrich- und Isabell-Vogelstiftung für herausragenden Wirtschaftsjournalismus 2018, zusammen mit Dirk Schneider (für: Doku-Serie: Wer braucht den Osten?)
- Medienpreis Mittelstand 2018, zusammen mit Dirk Schneider (für: Wer bezahlt den Osten?)[22]
- Ernst-Schneider-Preis 2020, in der Kategorie Große Wirtschaftssendung (für: Die Investoren – Wie Macher und Glücksritter in den Osten kamen)[23]

Nominierungen
- Ernst-Schneider-Preis 2018, mit Dirk Schneider (Wer bezahlt den Osten?)[24]
- Ernst-Schneider-Preis 2018, mit Olaf Jacobs (Wem gehört der Osten?)